# كويز شو (فلم)
كويز شو برنامج الأسئلة والأجوبة (بالإنكليزية: Quiz Show) فيلم أمريكي عن فضيحة برنامج المسابقات واحد وعشرون في خمسينات القرن العشرين من إنتاج 1994، أخرجه روبرت ريدفورد، وقام ببطولته جون تورتورو، روبرت مورو، ورالف فاينس.

## وصلات خارجية
- مقالات تستعمل روابط فنية بلا صلة مع ويكي بيانات